# Ross Elliot Bagley
Ross Elliot Bagley (Los Angeles, 5 de dezembro de 1988) é um ex-ator e comediante americano. Ele é mais conhecido por seu papel como Nicky Banks em The Fresh Prince of Bel-Air, bem como Dylan Dubrow em Independence Day. Ele também interpretou Buckwheat em The Little Rascals.

## Carreira
Mais popular como ator infantil em meados da década de 1990, Bagley é mais conhecido por seu papel como Nicholas "Nicky" Banks na sitcom da NBC The Fresh Prince of Bel-Air, entre 1994 e 1996.
Bagley também interpretou Buckwheat na adaptação cinematográfica de 1994 de The Little Rascals, e junto com seu co-estrela de Fresh Prince, Will Smith, ele apareceu no filme Independence Day (1996).

## Filmografia
| Ano       | Título                      | Personagem             | Notas                        |
| --------- | --------------------------- | ---------------------- | ---------------------------- |
| 1994      | The Little Rascals          | Buckwheat              |                              |
| 1994–1996 | The Fresh Prince of Bel-Air | Nicholas “Nicky” Banks | Televisão (48 episódios)     |
| 1995      | Babe                        | Puppy                  | (voz)                        |
| 1996      | Eye for an Eye              | Sean Kosinsky          |                              |
| 1996      | Independence Day            | Dylan Dubrow           |                              |
| 1996      | Profiler                    | Donny                  | Televisão, um episódio       |
| 1999      | Providence                  | Eldon                  | Televisão, um episódio       |
| 1999      | The Wild Thornberrys        | Hutu                   | Televisão, um episódio (voz) |
| 2004      | Judging Amy                 | Micah Benton           | Televisão, um episódio       |
| 2015      | Gnome Alone                 | Landon                 |                              |